# Las doce sillas (película soviética)
Las doce sillas (del ruso: 12 сту́льев) es una película soviética en dos partes dirigida por el director Leonid Gaidái, realizada por la productora Mosfilm, adaptación cinematográfica de la novela homónima de los escritores Ilf y Petrov. Fue estrenada el 21 de junio de 1971.

## Argumento
En tiempos de la Guerra Civil Rusa y el posterior comunismo de guerra, mucha gente con recursos, escondieron sus joyas. A Ipolit Matvéyevich Vorobiáninov (Kisa, interpretado por Serguéi Filípov), antiguo líder de la nobleza y socialite de Stárgorod, y actualmente (1927) un modesto oficinista del Registro Civil, su suegra le confiesa que tuvo tiempo de esconder las joyas de la familia, por valor de 150 000 rublos en el revestimiento de una silla de las doce que forman un conjunto realizado por el maestro Heinrich Gambs. Vorobiáninov abandona todo y se lanza a la búsqueda de las sillas por Stárgorod, donde encuentra a su antiguo portero Tijon (Yuri Nikulin). En casa de éste encuentra asimismo al joven aventurero Ostap Bénder (Archil Gomiashvili) quien le sonsaca el propósito de su visita al portero y acuerda ayudarle por una comisión del 40 por ciento. La confesión de la suegra de Vorobiáninov también es escuchada por el padre Fiódor, cuyo sueño es instalarse en Samara y construir una fábrica de velas. Intentan hacerse con ellas en su subasta, pero Vorobiáninov se ha gastado en una noche de restaurante todo el dinero que Bénder le había dado, recaudado engañando a contrarrevolucionarios, y las sillas se dispersan, por lo que da comienzo su viaje en pos de ellas.

## Reparto

Monumento a Las doce sillas en Odesa.

Monumento a Ostap Bénder en Elistá.

- Archil Gomiashvili — Ostap Bénder (doblado por Yuri Sarántsev, en las canciones por Valeri Zolotujin, aunque en algunas escenas se sonorizó él mismo)
- Serguéi Filípov — Kisa Vorobiáninov
- Mijaíl Púgovkin — Padre Fiódor Vóstrikov
- Klara Rumiánova — Katerina Aleksándrovna, mujer del padre Fiódor
- Yuri Nikulin — Tijon, portero
- Grigori Shpíguel — Aleksandr Yákovlevich, "Aljen"
- Natalia Krachkóvskaya — Madame Gritsatsúyeva
- Glikeria Bogdánova-Chesnokova — Yelena Stanislávovna Bour
- Nikolái Pazhitnov — Charúshnikov
- Gótlib Roninsón — Kisliarski
- Nikolái Górlov — Víktor Mijáilovich Polésov
- Natalia Varléi — Yelizaveta (Liza) Petrovna Kalachova (doblada por Nadezhda Ruamiántseva)
- Víktor Pávlov — Kolia Kalachov, marido de Yelizaveta Kalachova
- Natalia Vorobiova — Élochka Schúkina (Élochka-liudoyedka)
- Ígor Yasulóvich — Ernest Schukin, ingeniero, marido de Élochka
- Nina Grebeshkova — Músik / Reina Tamara
- Vladímir Étush — Andréi Bruns, ingeniero
- Gueorgui Vitsin — Méchnikov, electricista
- Leonid Gaidái — Varfoloméi Korobéinikov
- Román Filípov — Nikífor Liapis-Trubetskói, poeta
- Yevdokía Urúsova — Klavdia Ivánovna Petujova, suegra de Vorobiáninov
- Iván Zhevago — Diádev / redactor del periódico Stanok
- Aleksandr Jvylia — Bajaniuk, dueño del banco
- Gueorgui Georguiu — responsable en Skriabin
- Víktor Uralski — administrador del espectáculo ambulante
- Rina Zeliónaya — redactora del periódico Zhenij i nevesta
- Irina Murzáyeva — guía en el museo de arte mobiliario artesano
- Pável Vínnik — camarero con voz de mujer
- Eduard Vredún — Pasha Emílievich
- Víktor Kolpakov — director de la subasta
- Erast Garin — crítico de teatro
- Yuri Medvédev — aficionado al teatro
- Aleksandr Denísov — alcalde del teatro Kolumb
- Vladímir Ferapóntov — guitarrista en el teatro
- Ruslán Ajmétov — reportero del periódico Stanok / guitarrista en el teatro
- Nina Agápova — solista en el teatro Kolumb
- Rádner Murátov — ajedrecista
- Saveli Krámarov — ajedrecista
- Shalva Gedzhadze — encargado de los carteles
- Vladímir Doroféyev — vigilante del club
- Zoya Vasílkova — Aleksandra Yakóvlevna, Sashjen
- Neli Vitepash — amiga de Liapis-Trubetskói
- Olga Bogdánova — chica en la subasta
- Anatoli Kalabunin — Vasili, en la subasta.
- Vasili Kornukov — camarero
- Yákov Lentz — vendedor de flores en el restaurante
- Anatoli Obújov — ajedrecista
- Vladímir Myshkin — ajedrecista
- Stanislav Sadalski — bombero en el teatro Kolumb
- Iván Bychkov — invitado a la boda
- Mijaíl Bocharov — actor en el teatro Kolumb
- Iván Turchenkov — invitado a la boda
- Viacheslav Voinarovski — Nikesha
- Alekséi Záitsev — funcionario de la Casa de los Pueblos'
- Mijaíl Kalinkin — ajedrecista
- Víktor Fokin — excursionista

### Dobladores
- Rotislav Pliat — texto del autor
- Yuri Sarántsev — Ostap Bénder (excepto en algunas escenas y canciones)
- Valeri Zolotujin — Ostap Bénder (en las canciones)
- Nadezhda Rumiántseva — Liza
- Nina Miasnikova — cuarteto vocal Akord
- Zoya Jarabadze — cuarteto vocal Akord
- Vadim Lynkovski — cuarteto vocal Akord
- Shotá Jarabadze — cuarteto vocal Akord

## Curiosidades alrededor del rodaje de la película
- En el momento del rodaje Serguéi Filípov estaba aquejado por fuertes dolores de cabeza, fruto de su anterior tumor cerebral (fue operado en 1965), y por ello Gaidái había llevado a Rostislav Pliat como posible sustituto. Filípov insistió en llevar a cabo la película y Pliat le cedió el puesto sin problema, quedando para él la voz del autor.[1]
- El papel de madame Gritsatsúyeva lo iban a interpretar o Galina Vólchek o Nonna Mordiukova, ante lo que se prefirió a la primera, pero por el rodaje apareció la esposa del operador de cámara Vladímir Krachkovski, la estudiante de la Universidad Panrusa Guerásimov de Cinematografía, Natalia Krachkóvskaya y Gaidái se decidió por ella allí mismo.[2]
- La confirmación de Mijaíl Púgovkin en el papel de padre Fiódor tardó tres semanas en llegar, pues el actor tuvo que pedir permiso a su madre, una mujer muy religiosa, y que se podía sentir muy ofendida, pero al final no puso ninguna objeción[3]
- Para filmar la escena del padre Fiódor con el juego de sillas del general Popov, tuvo que esperarse hasta octubre, puesto que no había un temporal suficiente para el fondo de la escena. Durante el rodaje de esa escena Púgovkin sufrió radiculitis.